# Euophrys banksi
Euophrys banksi är en spindelart som beskrevs av Roewer 1951. Euophrys banksi ingår i släktet Euophrys och familjen hoppspindlar. Inga underarter finns listade i Catalogue of Life.